# Będzin Miasto

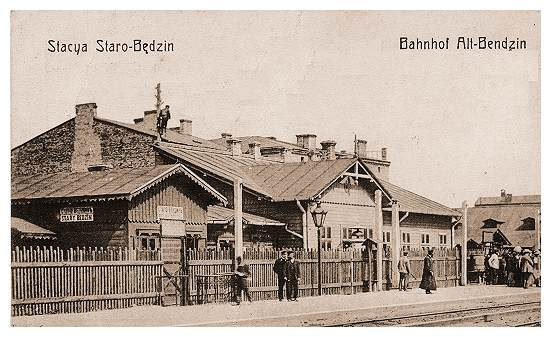
Estación de Będzin Miasto durante la Primera Guerra Mundial

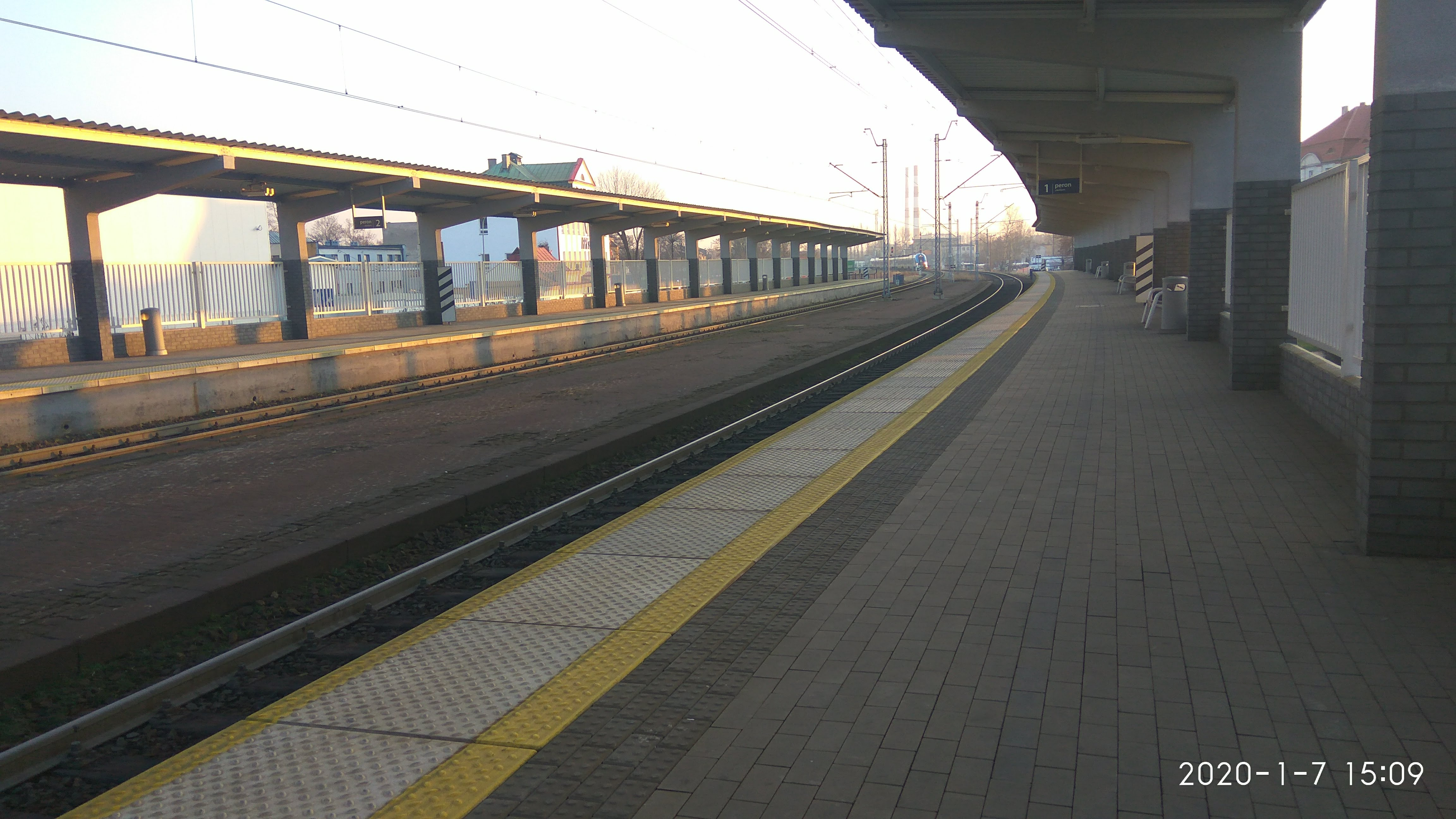
Andén de la estación

Będzin Miasto es una estación de tren ubicada en Będzin, en el Voivodato de Silesia, Polonia. La estación sirve principalmente conexiones locales dentro de la conurbación de Alta Silesia y la Metropolia Górnośląsko-Zagłębiowska. También ofrece conexiones interregionales con ciudades como Białystok, Gdynia, Lublin, Olsztyn y Varsovia. En esta estación paran trenes de Koleje Śląskie, Regio (de Polregio) y servicios de PKP Intercity, incluyendo TLK e InterCity.

## Edificio de la estación
El edificio original, construido hacia 1859, pronto dejó de cumplir con las necesidades de la ciudad debido a su construcción en parte de madera y su reducido tamaño. En 1927, el arquitecto Edgar Aleksander Norwerth diseñó un edificio modernista con una superficie de 4800 m², cuyo ingeniero fue Stanisław Hempel. Este edificio fue construido por la empresa Pronaszko i Sobieszek y se completó en la primavera de 1931.

## Infraestructura
La estación cuenta con dos andenes cubiertos adaptados para personas con discapacidad, conectados al edificio mediante un pasaje subterráneo. Dentro del edificio hay una sala de espera, una taquilla, un cajero automático de billetes, aseos y locales comerciales. Tras la renovación entre 2006 y 2012, el edificio alberga oficinas municipales, una sucursal de la biblioteca pública, una cafetería y otros servicios.

## Transporte conexo
Frente a la entrada principal de la estación se encuentra una estación del sistema de bicicletas públicas Metrorower y paradas de autobús cercanas, que facilitan la conexión con otros puntos clave de la ciudad.